# Prionosternum nitidiceps
Prionosternum nitidiceps là một loài nhện trong họ Lamponidae. Loài này được phát hiện ở phía nam của Úc và Tasmanië.